# 何塞·拉瓦
何塞·拉瓦（英語：Jose "Peping" Lava，1912年—2000年），菲律宾共产党中央委员会书记处总书记。1950年遭遇时任国防部长拉蒙·麦格塞塞的全面大抓捕。1970年获释后流亡捷克斯洛伐克。1990年重返菲律宾，2000年去世。